# Zhan Beleniuk
Zhan Beleniuk (født 24. januar 1991) er en ukrainsk bryder, der konkurrerer i græsk-romersk stil.
Han repræsenterede Ukraine under sommer-OL 2016 i Rio de Janeiro, hvor han tog sølv i 85 kg.
Under sommer-OL 2020 i Tokyo, som blev afholdt i 2021, tog han guld.